# Ficha Médica de Aptitud Deportiva
Ficha Médica de Aptitud Deportiva bezeichnet eine in Uruguay ausgestellte Sporttauglichkeitsbescheinigung.
In Uruguay ist es erforderlich, dass jede Person, die innerhalb öffentlicher oder privater Organisationen sowohl im Wettkampf- als auch im Nicht-Wettkampfsport aktiv tätig werden möchte, sich einer vorherigen Sporttauglichkeitsprüfung unterzieht. Eingeführt wurde dies 1939 zunächst nur für in sportlichen Wettkämpfen aktive Teilnehmer. Später erfolgte die Ausdehnung auf den Personenkreis, der in Vereinen, Schulen, den CNEF-Sportstätten etc. tätig werden möchte. Die zugrunde liegende allgemeinmedizinische Untersuchung wird in den sportmedizinischen Zentren (Centro Médico Deportivo) durchgeführt, kann aber teilweise auch, sofern vorhanden, durch die medizinische Abteilung der größeren montevideanischen Vereine ersatzweise vorgenommen werden. Im Falle eines zufriedenstellenden Ergebnisses der Untersuchung erfolgt die Ausstellung der Sporttauglichkeitsbescheinigung für die Dauer von einem Jahr.

## Quelle
- "Sport und Gesellschaft in Uruguay", S. 29 von Bernd Schulze